# مقاطعة تولي بي
تولي بي (بالقازاقية: Төле би ауданы) هي مقاطعة تقع في  جنوب كازاخستان. المركز الإداري للمقاطعة هو مدينة لنجر. يبلغ عدد السكان حسب تعداد 2013 حوالي: 132,073، بينما في تعداد 1999 حوالي 105,748. سميت المقاطعة بهذا الاسم نسبة إلى تولي بي (Töle Biy) الذي توفي هناك في القرن 18.